# ドラゴンボールZ Sparking! NEO
『ドラゴンボールZ Sparking! NEO』（ドラゴンボールゼット スパーキング ネオ、DRAGON BALL Z Sparking! NEO）は、スパイクが開発し、2006年10月5日にバンダイナムコゲームスが発売した3D対戦アクションゲーム。2007年1月1日にはWii版も発売された。

## 概要
『ドラゴンボールZ Sparking!』シリーズの2作目。新キャラクターや新アクションが追加されている。
本作から本シリーズにおいて、バトル中での変身（トランスフォームD）が可能となった。
タイトルに関してはプロデューサーの三戸亮によると「2をつけると1をやってない人は遊びにくいんじゃない?」という声があったから『NEO』にしたとのこと。
キャラクターが120を超えたため、当時のプロモーションビデオでは新キャラクターを紹介する形式をとっていた。
全世界での販売本数は117万5千本を記録した。

### PS2版とWii版の相違点
第1作目は、PS2のみの発売だったが、『NEO』以降の作品はWiiでも発売されている。Wii版は、グラフィックなどはPS2版とほぼ同じだが、ロードが早く、『NEO』では新しいキャラクターやステージが追加されている。Wii版では操作方法は大きく異なっており、キャラクターの移動はヌンチャクのスティックで、攻撃などはWiiリモコンのボタンで行うが、必殺技を放つ時は、それぞれ異なった動きを行わなければならない。例えば、「かめはめ波」を放つ時は、両手を引いて前方に押し出す、つまり「実際にかめはめ波の動作をする」ことによって発動する。同じように「元気玉」を放つ時は、「実際に両手を掲げて元気をためた後、両手を振り下ろす」ことになる。Wii版でもクラシックコントローラやゲームキューブコントローラに対応しているので、それらを用いることで、PS2版と同等の操作方法で遊ぶことが可能である。また、Wii版のみパスワードで解禁される隠しキャラクターが存在する。一部キャラクターの性能格差が修正され、強すぎる技の弱体化や致命的な欠陥がある格闘モーションの改善が行われている。

## ゲーム内容
ドラゴンアドベンチャー
前作より奥深くなった今作のメインモード。RPG方式になり、サイヤ人襲来から劇場版も加えて『ドラゴンボールGT』まで、原作の物語に沿ったイベントをクリアしていく。Zアイテムの経験値を貯めてキャラクターの強化が可能。
アルティメットバトルZ
対戦相手を倒しカリン塔の頂上を目指すモード。各コースをクリアすればZアイテムが手に入る。またバトルの評価を戦闘力として評価される。
対戦
シングル（1 VS 1）、タッグ（2 VS 2）、フリー（自由、最大5 VS 5）の中から対戦方式を決定できる。
- 1P VS COM
- 1P VS 2P
- COM VS COM
- オプション - アイテム設定、レフェリーなど試合に関する設定が変更できる。

ドラゴントーナメント
トーナメントでゼニー（お金）を稼ぐモード。ゼニーを多く手に入れれば、ガイドである18号の好感度が上がり、上のランクに挑戦できるライセンスやZアイテムが貰える。
天下一武道会
場外負けがあるため、飛べないキャラは不利なトーナメント。
セルゲーム
セルの主催するトーナメント。リングアウトは無いが、勝利しても体力が完全に回復しなくなる。そのため、なるべく消耗しないような戦い方をする必要がある。
天下一大武道会
試合の場所がランダムに変わるトーナメント。映画『ドラゴンボールZ 銀河ギリギリ!!ぶっちぎりの凄い奴』で登場する大会を再現。
※どのトーナメントも「初級」「中級」「上級」「超級」の4つのレベルがあり、「上級」「超級」ではシード選手が登場する。
超修行
操作・システムを覚えるチュートリアルがより進化。実際に動かしながら覚える。
エボリューションZ
手に入れたZアイテムの装備やチェック、アイテムフュージョンによるアイテム同士の合成が行える。また、COMの行動パターンを設定できるロジックの設定もできるようになった。
アイテムショップ
占いババの宮殿にてゼニーを使い、Zアイテムを買ったり、いらないアイテムを売ることができる。ドラゴンアドベンチャー中にも登場。
データセンター
ストーリーモードで育成したキャラクターのパスワードを入力して他のプレイヤーと対戦可能。前作からデータを引き継ぐこともできる。またWii版のみ登場するキャラクターもここでパスワード入力すると使用できる。
ドラゴンライブラリー
キャラクター図鑑
本作に登場するキャラクター詳しい解説が読める。操作可能キャラクターの数に応じて増えていく。本作では戦闘前やアドベンチャーモードのボイスを聞いたり、キャラクターのモデル鑑賞もできる。
ドラゴンテキスト
『ドラゴンボール』のストーリーを読むことができる。それぞれのエピソードにはビーデルのコメント付き。
サウンドセレクト
ゲーム中で使用されているBGMを聞くことができる。

### IFストーリー
ドラゴンアドベンチャーでクリア条件が「???」となっている「スペシャルバトル」でKO勝ちすることで解禁される。ただし、スペシャルバトルの相手は極端に強いため、解禁は難しい。
また、3つのストーリーは必ず1回は「クリリンが敵となる」「孫悟空を操作できる機会がある」という共通点がある。
運命の兄弟編
ラディッツを主人公としたIFストーリー。予想外にピッコロに苦戦したラディッツが栽培マンを出したところ、事故によりラディッツは記憶喪失になる。
そしてあてもなくさまよったラディッツは弟カカロット（孫悟空）家族との交流で迷いが生まれ始める。
美しき野望…編
ザーボンを主人公としたIFストーリー。ドドリアがクリリンと梧飯相手に予想以上に苦戦している所に駆け付け、あっさりと二人を鎮圧。
その後、ベジータを強襲して倒すがベジータの甘言の影響を受け、ナメック星のドラゴンボールの力で永遠の美しさを得るためにフリーザを裏切り、野望を叶える策略の物語。
激突!?宿命のライバル編
悟空を主人公としたIFストーリー。悟天が思った以上に強かった結果、悟飯がケガをして天下一武道会の出場を辞退(ビーデルも看病のために辞退)。
魔人ブウの復活しない世界で、ライバルであるベジータとの決着をつけるためにひたすら戦い続ける物語。

## 登場キャラ
PS2版では129人、Wii版では135人のキャラクターが登場（フォームも含めて）。
太字はキャラクター名、カッコ内にフォーム。※基本的にキャラクター名はセレクト画面に準拠。

### 前作からの登場キャラ
- 孫悟空（声優：野沢雅子）
- 孫悟空（超サイヤ人）（声優：野沢雅子）
- 孫悟空（超サイヤ人2）（声優：野沢雅子）
- 孫悟空（超サイヤ人3）（声優：野沢雅子）
- 孫悟空（超サイヤ人4）（声優：野沢雅子）※『NEO』からは別キャラクター扱い
- ベジータ（前期）（声優：堀川りょう）※『NEO』からはベジータについては（前期）と（後期）に区分
- ベジータ（前期）（超サイヤ人）（声優：堀川りょう）
- 超ベジータ（声優：堀川りょう）
- ベジータ（後期）（超サイヤ人2）（声優：堀川りょう）
- ベジータ（後期）（魔人）（声優：堀川りょう）※『NEO』からは別キャラクター扱い
- ベジータ（超サイヤ人4）（声優：堀川りょう）※『NEO』からは別キャラクター扱い
- ピッコロ（声優：古川登志夫）※天下一武道会では「マジュニア」と呼ばれる。
- クリリン（声優：田中真弓）
- ヤムチャ（声優：古谷徹）
- 天津飯（声優：鈴置洋孝）
- 餃子（声優：江森浩子）
- 孫悟飯（幼年期）（声優：野沢雅子）
- 孫悟飯（少年期）（声優：野沢雅子）
- 孫悟飯（少年期）（超サイヤ人）（声優：野沢雅子）
- 孫悟飯（少年期）（超サイヤ人2）（声優：野沢雅子）
- 孫悟飯（青年期）（声優：野沢雅子）
- 孫悟飯（青年期）（超サイヤ人）（声優：野沢雅子）
- 孫悟飯（青年期）（超サイヤ人2）（声優：野沢雅子）
- アルティメット悟飯（声優：野沢雅子）※『NEO』からは別キャラクター扱い
- グレートサイヤマン（声優：野沢雅子）※『NEO』からは孫悟飯（青年期）と同キャラクター扱い
- トランクス(剣)（声優：草尾毅）※未来のトランクス
- トランクス（剣）（超サイヤ人）（声優：草尾毅）
- トランクス（格闘）（声優：草尾毅）
- トランクス（格闘）（超サイヤ人）（声優：草尾毅）
- 超トランクス（声優：草尾毅）
- トランクス（幼年期）（声優：草尾毅）※現代のトランクス
- トランクス（幼年期）（超サイヤ人）（声優：草尾毅）
- 孫悟天（声優：野沢雅子）
- 孫悟天（超サイヤ人）（声優：野沢雅子）
- ゴテンクス（声優：野沢雅子＆草尾毅）※悟天とトランクスがフュージョンした姿
- ゴテンクス（超サイヤ人）（声優：野沢雅子＆草尾毅）
- ゴテンクス（超サイヤ人3）（声優：野沢雅子＆草尾毅）
- ベジット（声優：野沢雅子＆堀川りょう）※孫悟空とベジータがポタラで合体した姿
- スーパーベジット（声優：野沢雅子＆堀川りょう）
- スーパーゴジータ（声優：野沢雅子＆堀川りょう）※孫悟空とベジータがフュージョンした姿
- ゴジータ（超サイヤ人4）（声優：野沢雅子＆堀川りょう）
- ラディッツ（声優：千葉繁）
- ナッパ（声優：飯塚昭三）
- ベジータ（スカウター）（声優：堀川りょう）
- 栽培マン（声優：沼田祐介）
- ザーボン（声優：速水奨）
- ザーボン（変身後）（声優：速水奨）
- ドドリア（声優：堀之紀）
- ギニュー（声優：堀秀行）
- リクーム（声優：内海賢二）
- バータ（声優：岸野幸正）
- ジース（声優：田中和実）
- グルド（声優：塩屋浩三）
- フリーザ（第一形態）（声優：中尾隆聖）
- フリーザ（第二形態）（声優：中尾隆聖）
- フリーザ（第三形態）（声優：中尾隆聖）
- フリーザ（最終形態）（声優：中尾隆聖）
- フリーザ（フルパワー）（声優：中尾隆聖）
- メカフリーザ（声優：中尾隆聖）※『NEO』からはフリーザとは別キャラクター扱い
- 人造人間16号（声優：緑川光）
- 人造人間17号（声優：中原茂）
- 人造人間18号（声優：伊藤美紀）
- 人造人間19号（声優：堀之紀）
- ドクター・ゲロ（声優：矢田耕司）※NEOからはドクター・ゲロ名義
- セル（第一形態）（声優：若本規夫）
- セル（第二形態）（声優：若本規夫）
- セル（完全体）（声優：若本規夫）
- セル（パーフェクト）（声優：若本規夫）
- セルジュニア（声優：鈴置洋孝）
- 魔王ダーブラ（声優：大友龍三郎）
- 魔人ブウ（善）（声優：塩屋浩三）
- 魔人ブウ（純粋悪）（声優：塩屋浩三）
- 魔人ブウ（悪）（声優：塩屋浩三）
- 魔人ブウ（悪）（ゴテンクス吸収）（声優：塩屋浩三）
- 魔人ブウ（悪）（悟飯吸収）（声優：塩屋浩三）
- 魔人ブウ（純粋）（声優：塩屋浩三）
- ミスター・サタン（声優：郷里大輔）
- ビーデル（声優：皆口裕子）
- バーダック（声優：野沢雅子）
- クウラ（最終形態）（声優：中尾隆聖）
- ブロリー（伝説の超サイヤ人）（声優：島田敏）
- ボージャック（フルパワー）（声優：玄田哲章）
- ジャネンバ（最終形態）（声優：玄田哲章）
- ベジータベビー（声優：沼田祐介）
- スーパー17号（声優：中原茂）※人造人間17号とは別キャラクター扱い
- 大猿ベジータ（声優：堀川りょう）
- 大猿（下級戦士）（声優：川津泰彦）
- 孫悟空（少年期）（声優：野沢雅子）
- 亀仙人（声優：増岡弘）
- 桃白白（声優：大塚周夫）

### 新キャラクター
- ベジータ（後期）（声優：堀川りょう）
- ベジータ（後期）（超サイヤ人）（声優：堀川りょう）
- グレートサイヤマン2号（声優：皆口裕子）
- 界王神（声優：三ツ矢雄二）※天下一武道会では「シン」と呼ばれる
- キビト神（声優：三ツ矢雄二）※界王神とキビトがポタラで合体した姿
- 大猿バーダック（声優：川津泰彦）
- 大猿ラディッツ（声優：川津泰彦）※ゲームオリジナルキャラクター
- 大猿ナッパ（声優：飯塚昭三）※ゲームオリジナルキャラクター
- キュイ（声優：今村直樹）
- ガーリックJr.（声優：千葉繁）
- スーパーガーリックJr.（声優：千葉繁）
- ターレス（声優：野沢雅子）
- 大猿ターレス（声優：川津泰彦）※ゲームオリジナルキャラクター
- スラッグ（声優：屋良有作）
- スラッグ（巨大化）（声優：屋良有作）
- サウザー（声優：速水奨）
- クウラ（声優：中尾隆聖）
- メタルクウラ（声優：中尾隆聖）※クウラとは別キャラクター扱い
- 人造人間13号（声優：遠藤守哉）
- 人造人間13号（合体）（声優：遠藤守哉）
- ブロリー（声優：島田敏）
- ブロリー（超サイヤ人）（声優：島田敏）
- ザンギャ（声優：丸尾知子）※天下一武道会では「銀河戦士」と呼ばれる
- ボージャック（声優：玄田哲章）※天下一武道会では「銀河戦士」と呼ばれる
- ジャネンバ（声優：玄田哲章）
- ヒルデガーン（声優：青森伸）
- タピオン（声優：結城比呂）
- パイクーハン（声優：緑川光）
- ヤジロベー（声優：田中真弓）
- パン（声優：皆口裕子）
- ウーブ（声優：私市淳）
- スーパーウーブ（声優：私市淳）
- スーパーベビー1（声優：沼田祐介）
- スーパーベビー2（声優：沼田祐介）
- 大猿ベビー（声優：沼田祐介）
- 一星龍（声優：柴田秀勝）
- 超一星龍（声優：柴田秀勝）
- 亀仙人（MAXパワー）（声優：増岡弘）
- 孫悟飯じいちゃん（声優：阪脩）

■Wii版のみに登場するキャラクター
パスワード入力のみで登場するが、PS2版では無効になる。
6人のキャラクターが登場（フォーム、召喚キャラ、コスチュームも含めれば10人）
- アプール（声優：真地勇志）
- フリーザ軍兵士（声優：今村直樹）※1Pはヒゲの兵士、2Pは覆面の兵士になる
- ピラフマシン（声優：千葉繁〈ピラフ〉）※UBの技で部下のシュウ&マイのマシンが登場
- ピラフマシン（合体）（声優：千葉繁〈ピラフ〉 / 玄田哲章〈シュウ〉 / 山田栄子〈マイ〉）※トランスフォームDで部下のマシンと合体
- サイボーグ桃白白（声優：大塚周夫）※桃白白とは別キャラクター扱い
- ピッコロ大魔王（声優：青野武）

### その他のキャラクター
■召喚キャラクター
ブラスト技の演出としてのみ登場するキャラクター。
- ギル（パンのB2の技で登場）（声優：なし）
- ドラム（ピッコロ大魔王のB2の技で登場）（声優：なし）（Wii版のみ）

■主にゲームの解説やレフェリーなどの役割で登場するキャラクター
- 牛魔王（声優：郷里大輔）
- 天下一武道会アナウンサー（声優：鈴置洋孝）
- ブルマ（声優：鶴ひろみ）
- ブラ（声優：鶴ひろみ）
- プーアル（声優:渡辺菜生子）
- 界王様（声優：八奈見乗児）
- バビディ（声優：八奈見乗児）
- ナレーター（声優：八奈見乗児）
- 神龍（声優：内海賢二）
- 占いババ（声優：滝口順平）
- ポルンガ（声優：滝口順平）
- ゆうれい（声優：田中亮一）
- カリン様（声優：永井一郎）
- 実況アナウンサー（声優：岸野幸正）※声のみの出演
- 天下一大武道会アナウンサー（声優：江川央生）
- フリーザ軍兵士2（声優：江川央生）
- デンデ（声優：結城比呂）※声のみの出演

## ステージ
- 荒野
- 岩場
- ナメック星
- 地球崩壊
- ナメック星崩壊
- 天下一武道会会場
- 廃墟の都
- 山道
- 島
- セルゲーム会場
- 神様の神殿
- 精神と時の部屋
- 界王神界
- カメハウス
- 惑星
- 氷河地帯
- 宇宙空間（Wii版のみ）

## BGM
- ドラゴンボールZ（映画）
- 恐怖のギニュー特戦隊
- 超サイヤ人だ孫悟空
- 人造人間街へ…01
- 人造人間街へ…02
- 死を呼ぶセルゲーム
- 悪魔のブロリー
- 正義を愛する者!
- 魔訶不思議アドベンチャー[注 1]
- プロローグ&サブタイトルI
- プロローグ&サブタイトルII
- DAN DAN 心魅かれてく（プロローグVer.）
- ソリッド・ステート・スカウター
- 最強のフュージョン
- めざせ天下一
- CHA-LA HEAD-CHA-LA（歌：影山ヒロノブ）
- MIND POWER …気…
- 極限バトル!!三大超サイヤ人
- さよなら戦士たち
- ニューヒーロー登場
- カリン塔のカリン様

## 主題歌
- 「CHA-LA HEAD-CHA-LA」（作詞: 森雪之丞、作曲: 清岡千穂、編曲: 山本健司、歌: 影山ヒロノブ）

## 予約特典
- 宇宙ポッド型置時計（PS2版）

## 関連書籍
- Vジャンプブックス バンダイナムコゲームス公式攻略本 ドラゴンボールZ Sparking! NEO 新武闘書（ネオバイブル） プレイステーション2版 - 集英社、2006年10月10日、ISBN 4-08-779385-0